# 八王子自転車競技場
八王子自転車競技場（はちおうじじてんしゃきょうぎじょう）は、かつて存在した日本の自転車競技場。

## 概要
1964年東京オリンピック開催にあたり、自転車競技トラックレースの会場として、当初は芝浦に新設する案、あるいは、既設の後楽園競輪場を使用する案などが議論されていたが、1961年、八王子市に36kmのロードレース周回コースを設けることが決定したため、自転車競技場も同市長房町に建設されることが決まった。1周は400m、最大カント45°、収容人員は約4100名で約1億5千万円(当時)をかけてオリンピック開催直前の1964年8月に完成。但し、東京オリンピックの開催終了後、取り壊しの条件がついた仮設競技場だった。
現在、跡地は陵南公園やアパート等の住宅地となっている。
なお、八王子自転車競技場から甲州街道(国道20号)へと通じる道路には鉄パイプなどを組んで3千人を収容できる仮設スタンドも合わせて建設された。
ちなみにこの競技場を走った主な選手として、1kmタイムトライアル金メダリストとなったベルギーのパトリック・セルキュ、この大会のスクラッチで銅メダルを獲得した後、1968年メキシコシティーオリンピック、1972年ミュンヘンオリンピックのスクラッチ種目連覇を果たすことになるフランスのダニエル・モレロン、モレロンとの「名コンビ」で知られた同じくフランスのピエール・トランタン、タンデムスプリントで五輪連覇を果たしたイタリアのセルジョ・ビアンケット、イギリスのヒュー・ポーター、デンマークのニールス・フレッドボーグらがいる。また主な日本代表選手として、後に競輪選手として活躍することになる、班目秀雄、河内剛、山藤浩三らがいた。
参考までに東京オリンピックのロードレースでは、プロ転向後、ツール・ド・フランス、ジロ・デ・イタリアでそれぞれ5回ずつ総合優勝を果たすことになる、ベルギーのエディ・メルクスや、後にメルクスのライバルとなる、イタリアのフェリーチェ・ジモンディらが参加している。
なお、この八王子自転車競技場にはオリンピック選手村の分村も置かれた。
分村の施設はプレハブ造りで総面積は7,700平米、内訳は選手や役員のための384名分の宿泊場所、一度に120名が食事を取れるレストラン、などで、その他に郵便局、電話局、談話室、医務室、理容室、なども併設された。これら選手村の分村もオリンピック終了後には解体された。